# Lasioptera azamii
Lasioptera azamii är en tvåvingeart som beskrevs av Shinji 1939. Lasioptera azamii ingår i släktet Lasioptera och familjen gallmyggor. Inga underarter finns listade i Catalogue of Life.